# 喀山地铁
喀山地铁（俄语：Каза́нское метро́；鞑靼语：Казан метросы（西里尔字母），Qazan metrosı（拉丁字母）），是俄罗斯鞑靼斯坦共和国喀山市的城市轨道交通系统。喀山地铁于2005年8月开通，是俄羅斯最新的地鐵系統，目前有1条地铁线路，11个车站，线路长度16.8公里。

## 歷史

### 規劃
喀山是伏爾加河中游的歷史文化中心。早在俄羅斯帝國時代就提出了快速公交系統的計劃，但在十月革命和俄羅斯內戰的動盪下，計劃無法推動。1930年代，喀山作為韃靼蘇維埃社會主義自治共和國的首都，並迅速發展成為一個工業中心，促使一些人再次提出快速交通系統計劃，特別是在1935年莫斯科成功建設地鐵之後。
然而第二次世界大戰再次結束了這種嘗試，直到1979年喀山的人口突破了100萬，蘇聯終於允許修建地鐵，1983年韃靼最高蘇維埃授權喀山規劃地鐵系統。1989年喀山擬定一期工程建設，並申報開工建設。然而1991年蘇聯解體和俄罗斯私有化導致的經濟和政治動盪震動了韃靼斯坦和俄羅斯，導致喀山地鐵項目被中止。

### 建設
幸運的是1991年蘇聯解體後，韃靼境內分離主義勢力膨脹，為了制止民族分離運動，俄羅斯聯邦政府在1995年對喀山地鐵項目進行審查及批准建設，並定於2005年即喀山建市1000週年開通。1997年8月27日喀山地鐵動工，一期6個車站均為深埋隧道，全部採用隧道掘進機施工。車站建築中幾乎沒有蘇聯式車站設計，由傳統韃靼和伊斯蘭風格圖案取代。然而喀山地鐵由於財務問題建設進度緩慢，2003年底俄羅斯交通部將第一階段縮短了一個車站，讓下穿卡贊卡河的艱難路段延後開通。

### 開通
喀山地鐵最終順利在2005年8月27日由俄羅斯總統普京主持下開通。隨後於2008年12月29日向南延伸一站；2010年下穿卡贊卡河的路段開通；2013年5月9日開通三個車站的北延線；2018年12月29日再向南延伸一站。

## 路線
| 名稱  | 兩端車站            | 開通 | 長度 (km) | 車站數 |
| ----- | ------------------- | ---- | --------- | ------ |
| 1號線 | 航空 - 杜布拉夫納亞 | 2005 | 16.8      | 11     |

## 車輛

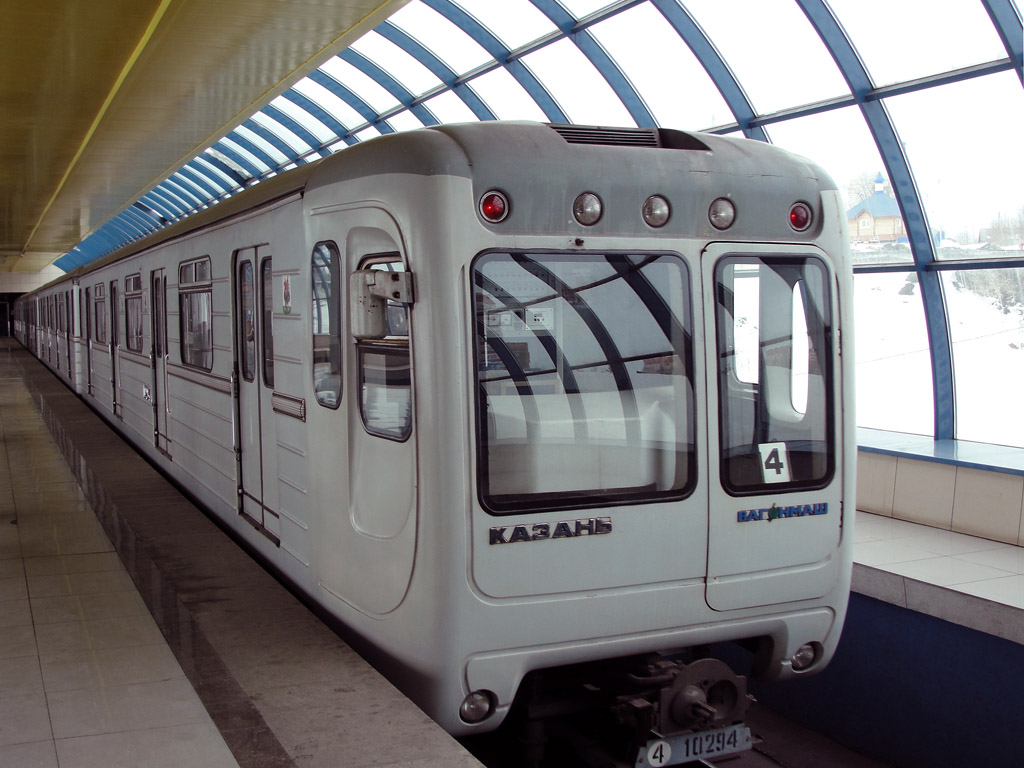
81-553.3/554.3/555.3型
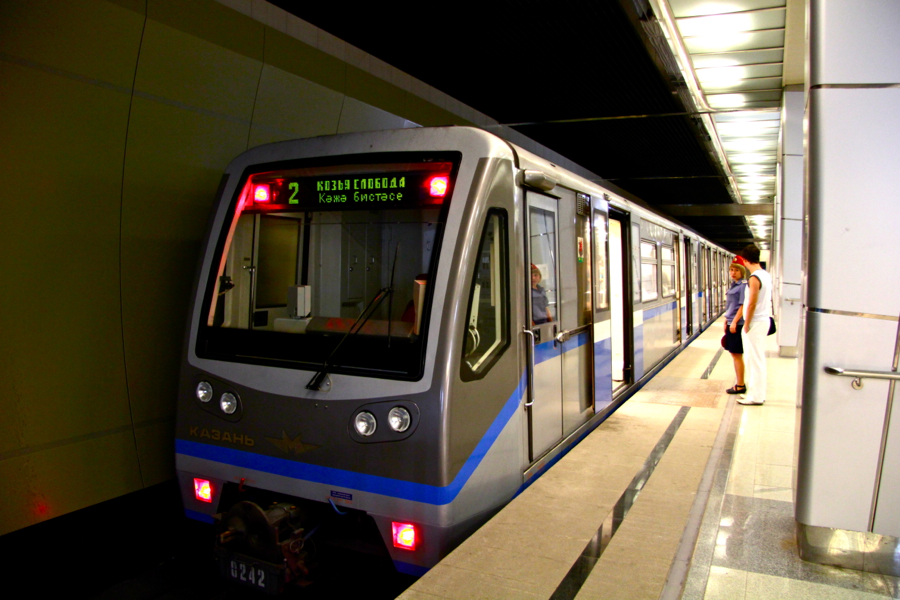
81-740.4K/741.4K型
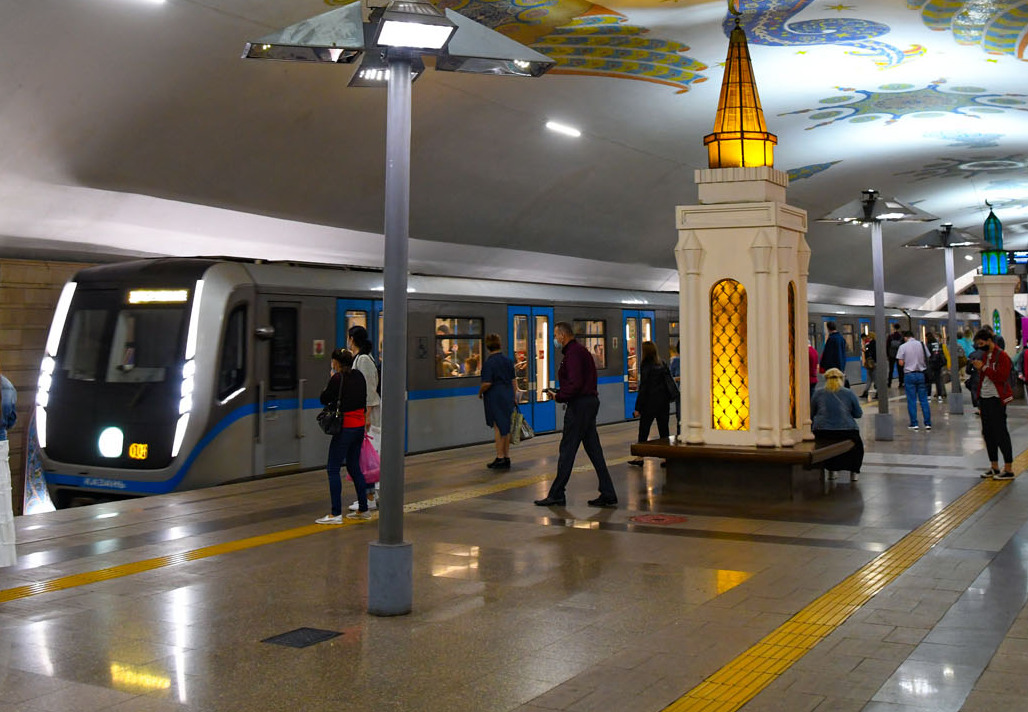
81-765/766/767型

2005年開通時喀山地鐵購買了喀山地鐵81-553.3/554.3/555.3型電車列車，由位於聖彼得堡的地鐵車輛製造商Vagonmash與捷克的Skoda運輸合作製造。2005年交付了5列列車，其中1列已停用，列車採4節編組：兩節前端動車、一節中間動車和一節中間拖車，每節車廂載客量250人，如有必要編組可增為五節。
2005年之後81-553.3/554.3/555.3型電車停產，為了2010年延伸所需車輛，喀山地鐵原定向Vagonmash購買81-553.3/554.3/555.3型電車，但Vagonmash認為訂單數量不足拒絕製造，喀山地鐵於是在2010年轉向地铁车辆机械制造厂 (OAO)購買9組地鐵81-740/741型電車列車，子型號為81-740.4K/741.4K，每組3節車廂組成，每節車廂載客量350人，營運時2組編為1列列車運營，3組列車於2011年交付，2012年又增購6組，共9組列車，其中2組已停用。
2019年喀山地鐵向OAO購買1列4節編組的地鐵81-765/766/767型電車，子型號為81-765.4K/766.4K，4節車廂均帶動力，且車廂之間連通，列車於2020年交付使用。

## 營運
喀山地鐵運行時間為6：00至23：00。採單一票價，購買代幣為36卢布，電子票證為31卢布。

## 未來計畫
- 1號線兩端都有延伸計畫，北端預計延伸3站，南端預計延伸4站，完工後將有18站，目前尚未動工。[7]
- 2號線預計從目前1號線南端終點杜布拉夫納亞站出發，第一階段建設4站，長5.37公里。2號線已於2020年2月動工，但竣工期限尚未確定。[8]